# 派厄尼爾鎮區 (密歇根州)
派厄尼爾鎮區（英語：Pioneer Township）是位於美國密歇根州米索基縣的一個行政鎮區。

## 地方資料
派厄尼爾鎮區的面積為93.16平方千米，當中陸地面積為93.06平方千米，而水域面積為0.10平方千米。根據2020年美國人口普查的數據，當地共有人口508人，而人口密度為每平方千米5.45人。